# Junge Freiheit
A Junge Freiheit (JF, magyarul: Ifjú Szabadság) német kulturális-politikai hetilap. Önmeghatározása szerint konzervatív, független értékelések szerint szélsőjobboldali populista orgánum.

## Története
A Junge Freiheit újságot 1986-ban alapította Dieter Stein vezetésével egy egyetemista csoport Freiburg im Breisgau városában. Szándékuk az volt, hogy ellensúlyozzák a sajtóban egyre inkább érezhető baloldali, ’68-as eszmék dominanciáját, melyet az egyetemisták egyetemi tanáraik között is erősen éreztek.
1993-ban az újság Potsdam városába költözött át. 1995 óta a szerkesztőség a berlini Hochenzollerndamm utcában működik.
1994-ben a Junge Freiheitot nyomtató weimari nyomdát támadás érte szélsőbalos terroristák által, akik Molotov-koktélokat dobva a nyomdára, 2,5 millió német márka kárt okoztak. Néhány évvel később a JF nyomdája Berlinbe költözött, ahol ma is nyomtatják.

## Tartalom, stílus
A Junge Freiheit nagyrészt a politikai eseményeket, a kultúrát és a külügyet tematizálja. Gazdasági vonatkozású hírek nem jellemzők. Fontos elemét képzik mind a nyomtatott, mind az online felületnek a kommentárok, és vendégcikkek.
Nyomtatásban 23 980 példány (2008. októberi adat) 1 jelenik meg.

## Újságírók
Az újság alapítója és ügyvezetője Dieter Stein. Rendszeresen író újságírók pl. Andreas Mölzer, Alain de Benoist és Karlheinz Weißmann, de számos más jeles német újságíró is képviselteti magát, mint pl. Helmut Markwort, Wolf Jobst Siedler, Frederick Forsyth, Rolf Hochhuth, Ralph Raico vagy Derek Turner.

## Botrányok
1995-ben az észak-rajna-vesztfáliai alkotmányvédelem (Verfassungsschutz) az újságot a szélsőjobb médiumok közé sorolta. Az ezt követő perekben, melyet az újság részéről a szólásszabadság védelmében zajlottak, a Junge Freiheitot Alexander von Stahl ügyvéd képviselte, aki korábban az FDP, a német liberális párt tagja is volt. 2005-ben a német Alkotmánybíróság (Verfassungsgericht) az újságnak adott igazat, és nem hagyta jóvá annak bizonyíték nélküli szélsőjobbá minősítését.

## Fordítás
- Ez a szócikk részben vagy egészben  a   Junge Freiheit című angol Wikipédia-szócikk ezen változatának fordításán alapul.  Az eredeti cikk szerkesztőit annak laptörténete sorolja fel. Ez a jelzés csupán a megfogalmazás eredetét és a szerzői jogokat jelzi, nem szolgál a cikkben szereplő információk forrásmegjelöléseként.